# Fritz-Reuter-Literaturmuseum
Das Fritz-Reuter-Literaturmuseum in Stavenhagen widmet sich dem bedeutendsten Schriftsteller niederdeutscher Sprache Fritz Reuter (1810–1874) und befindet sich in dessen Geburtshaus am Marktplatz.
Heute gilt das Fritz-Reuter-Literaturmuseum neben dem Reuter-Wagner-Museum in Reuters letzten Wohnhaus in Eisenach und weiteren ständigen Reuter-Ausstellungen in Altentreptow, Neubrandenburg und Dömitz als das bedeutendste Reuter-Museum.

## Geschichte

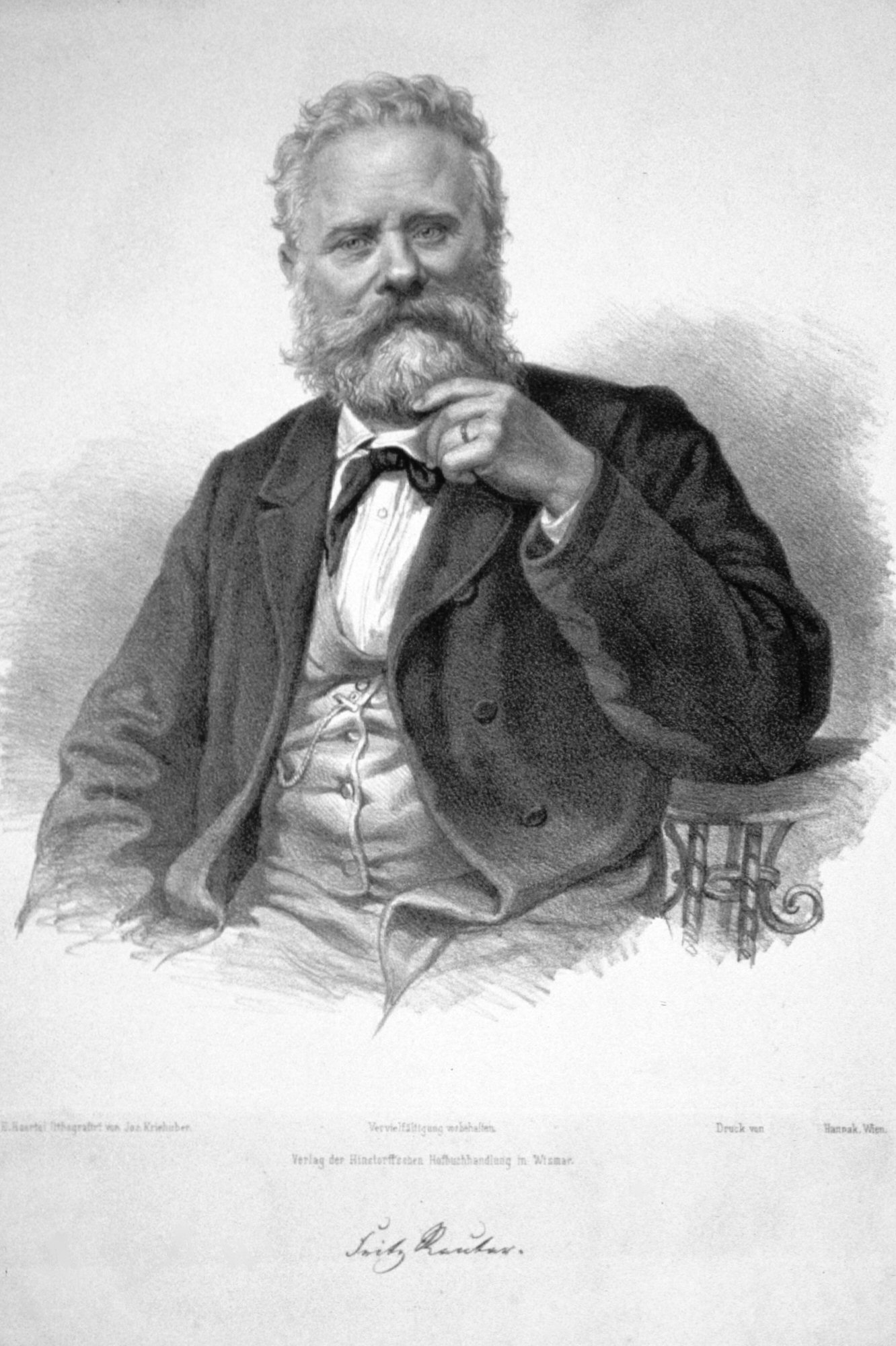
Fritz Reuter. Lithografie von Josef Kriehuber nach einer Zeichnung von Emil Haertel, 1874

Bereits 1910, zum 100. Geburtstag des Dichters, richtete die Stadt im Geburtszimmer eine „Reuterstube“ ein, die in der Folgezeit jedoch immer wieder als Amtsraum genutzt wurde.
1949 wurde das Museum gegründet und 1954 um einige Räume erweitert. Bereits 1955 hatte das Museum 5.000 Besucher. Um 1955 wurde begonnen, eine Präsenzbibliothek zur niederdeutsche Literatur und Philologie und zur Reuter-Rezeption anzulegen, „damit das Fritz Reuter Museum mit der Zeit eine wirkliche Forschungsstelle für Fritz Reuters Werk und niederdeutsche Sprache werden kann …“ Ab 1960 stand nach dem Auszug der Stadtverwaltung fast das gesamte Gebäude als Museum zur Verfügung. In den 1970er Jahren konnten Reste der auf Karl Theodor Gaedertz zurückgehenden Reuter-Sammlung aus Neubrandenburg in den Bestand des Stavenhagener Museums übernommen werden.
Zu DDR-Zeiten wurde die Arbeit des Museums über Jahrzehnte eng vom Ministerium für Staatssicherheit „begleitet“. In den 1960er- und 1970er-Jahren berichtete der Stasi aus der Museumsarbeit der IM „Wilhelm Scherer“, in den 1980er-Jahren der IM „Wolfgang Stammler“. „Scherer“ und „Stammler“ waren die Decknamen des Museumsdirektors Arnold Hückstädt. Im Mittelpunkt des Interesses standen die Museumskontakte zu „westdeutschen Reuterforschern oder -interessenten und zu anderen Kultureinrichtungen des Bezirkes Neubrandenburg und deren Mitarbeitern“.
Hückstädts wissenschaftliche Mitarbeiterin Monika Weilandt, von 1991 bis 1993 erste Nachwendedirektorin des Museums, verpflichtete die Stasi 1987 unter dem Decknamen „GMS Ulrike“ zur inoffiziellen Mitarbeit. Zu berichten hatte Weilandt über das Museum besuchende Einzelpersonen und Reisegruppen aus dem Westen. Auch über deren Kontakte zu anwesenden DDR-Bürgern wollte die Stasi von ihr informiert werden. Die Zusammenarbeit endete drei Wochen nach dem Mauerfall im November 1989.
Im Jahr 2001 wurde das gesamte Haus saniert, die Räume wurden neu gestaltet und viele technische Details verändert.

## Gebäude
Das Gebäude ist das ehemalige Stavenhagener Rathaus, ein imposanter zweigeschossiger Putzbau mit Mansarddach aus dem Jahre 1785–1788, in dem Reuters Vater fast 40 Jahre lang als Bürgermeister und Stadtrichter gearbeitet und mit seiner Familie gelebt hat. Im Erdgeschoss links befindet sich Reuters Geburtszimmer, das heute als Wohnzimmer des Biedermeier gestaltet ist.

## Museumsleitung
Die bisherigen Museumsdirektoren:
- 1959–1991 Arnold Hückstädt
- 1991–1993 Monika Weilandt
- 1993–2015 Cornelia Nenz
- 2016–2022 Marco Zabel[5][6]
- seit 1. Oktober 2022 Torsten Jahn[7]

## Sammlung
Das Fritz-Reuter-Literaturmuseum bewahrt eine umfangreiche Sammlung von Reuters Handschriften, Dokumenten und Sachzeugen seiner Zeit und eine Fachbibliothek mit einem Bestand von etwa 15.000 Bänden. Durch Schenkung erwarb das Reuter-Museum 2024 zwei bedeutende Sammlungen zu Fritz Reuter und seinem (niederdeutschen) literarischen Umfeld. Diesen Bestand macht das Museum in eigens eingerichteten Räumen als „Sammlung Hans-Joachim Griephan“ und „Sammlung Arnold Hückstädt“ zugänglich.

## Ausstellungen
Die im Jahr 2001 völlig erneuerte ständige Ausstellung dokumentiert das Leben und Schaffen Reuters und die Rezeption seines Werkes. In einer modernen literarischen Ausstellung werden Handschriften, Gemälde von Reuters Hand, Zeitdokumente und Gegenstände aus Reuters Besitz gezeigt.
Innerhalb der Ausstellung gibt es Stationen für Kinder und seit 2009 auch ein Filmkabinett, in dem mehrere Filme und eine Fernsehserie nach Reuters Werken abgerufen werden können.
In einem Nebengebäude befindet sich die Dauerausstellung „Ernst Lübbert – Leben und Werk“, und im Gewölbe des Stavenhagener Schlosses ist die Ausstellung „Franzosenzeit in Mecklenburg 1806–1813“ zu besichtigen.

## Publikationen
Als Publikation des Museums wird seit 2000 (Band 23) das um den Untertitel Nahrichten ut de Reuterstadt erweiterte Jahrbuch kikut – Plattdütsch gistern un hüt herausgegeben. Das traditionsreiche Periodikum erscheint seit 1976 in (fast) jährlicher Folge. Einst gegründet von der Bezirksleitung Neubrandenburg des Kulturbunds der DDR als Arbeitsmaterial für Interessengemeinschaften und Freunde der niederdeutschen Sprache, später gemeinsam mit dem Volkskulturinstitut Rostock herausgegeben, wurde das Jahrbuch stets von einem in Stavenhagen beheimateten Redaktionskollegium betreut. Zuletzt erschien Band 35/36 (2014).

## Fritz-Reuter-Literaturpreis
Seit 1999 wird jährlich zum Geburtstag von Fritz Reuter am 7. November in einer festlichen Veranstaltung der Fritz-Reuter-Literaturpreis der Stadt Stavenhagen und des Fritz-Reuter-Literaturmuseums übergeben. Der Preis wird für niederdeutsche Literatur bzw. Arbeiten über niederdeutsche Sprache und Literatur verliehen und durch die Sparkasse Neubrandenburg-Demmin gefördert.